# Ramazzottius semisculptus
Ramazzottius semisculptus är en djurart som tillhör fylumet trögkrypare, och som beskrevs av Giovanni Pilato och Rebecchi 1992. Ramazzottius semisculptus ingår i släktet Ramazzottius och familjen Hypsibiidae. Inga underarter finns listade i Catalogue of Life.